# Eupithecia conjunctiva
Eupithecia conjunctiva är en fjärilsart som beskrevs av George Francis Hampson 1895. Eupithecia conjunctiva ingår i släktet Eupithecia och familjen mätare. Inga underarter finns listade i Catalogue of Life.